# Струговка (Брянская область)
Стру́говка — деревня в Гордеевском районе Брянской области, в составе Глинновского сельского поселения. Расположена в 4 км к югу от села Глинное. Население — 94 человека (2010).

## История
Основана в середине XVIII века; бывшее владение К. Г. Разумовского, позднее Гудовичей (казачьего населения не имела).
До 1781 года входила в Новоместскую сотню Стародубского полка; с 1782 по 1921 в Суражском уезде (с 1861 — в составе Буднянской (Струговобудской) волости); в 1921—1929 в Клинцовском уезде (Струговобудская, с 1924 Гордеевская волость). Входила в приход Струговской Буды, с 1894 — села Глинного.
С 1929 в Гордеевском районе, а в период его временного расформирования (1963—1985) — в Клинцовском районе. До 1954 года — центр Струговского сельсовета; в 1974—1986 в Струговобудском сельсовете.

## Население
93 человека (2013)